# عصر حماقت
عصر حماقت (به انگلیسی: The Age of Stupid) یک فیلم مستند-تخیلی بریتانیایی محصول سال ۲۰۰۹ به کارگردانی فرنی آرمسترانگ و با تهیه‌کنندگی لیزی گیلت است. تهیه‌کننده اجرایی آن جان باتسک بود. این فیلم ترکیبی از درام، مستند و انیمیشن است. این فیلم ترکیبی از تصاویر مستند سال ۲۰۰۸ با روایتی به بازی پیت پاستل‌ویت است که در نقش مردی بازی می‌کند که در دنیای ویران‌شدهٔ سال ۲۰۵۵ به تنهایی زندگی می‌کند و می‌پرسد: «چرا وقتی فرصتش را داشتیم جلوی تغییرات اقلیمی را نگرفتیم؟»
سازندگان فیلم «عصر حماقت» از اولین کسانی بودند که از مدل جمع‌آوری سرمایه جمعی استفاده کردند و پیشگام یک سیستم توزیع جدید به نام «نمایشگاه‌های مستقل» شدند. این فیلم در مارس ۲۰۰۹ به‌طور همزمان در ۶۲ سینمای کشور بریتانیا به نمایش درآمد و رکورد بزرگ‌ترین اکران فیلم تاریخ را از آن خود کرد. بازخورد منتقدان عموماً مثبت بود و نقدها غالباً آن را ستودند.

## داستان
در سال ۲۰۵۵، جهان به خاطر تغییرات فاجعه‌بار اقلیمی ویران شده است؛ لندن را سیل فرا گرفته، سیدنی در آتش می‌سوزد، لاس وگاس در شنزار فرورفته، جنگل‌های بارانی آمازون در آتش سوخته، برف از کوه‌های آلپ ناپدید شده و جنگ هسته‌ای هند را ویران کرده است. یک بایگانی‌گر بی‌نام و نشان (پیت پاستل‌ویت) مسئولیت نگهداری از گنجینه هنر و دانش باقی‌مانده بشریت را بر عهده دارد. او تنها در مخزن عظیم خود در سواحل قطب شمال که عمدتاً عاری از یخ است، فیلم‌های آرشیوی مربوط به گذشته را مرور می‌کند و نام آن را «زمانی که می‌توانستیم خودمان را نجات دهیم» گذاشته و سعی می‌کند تشخیص دهد که کجای کار اشتباه بوده است.
در بحبوحه گزارش‌های خبری دربارهٔ اثرات فزاینده تغییرات اقلیمی و تمدن جهانی که به سوی نابودی پیش می‌رود، او به شش داستان از افرادی می‌پردازد که زندگی‌شان در سال‌های اولیه قرن بیست و یکم، به نظر می‌رسد جنبه‌هایی از فاجعه قریب‌الوقوع را در خود نشان می‌داد. این افراد شامل اشخاص ذیل هستند: جهانگیر وادیا، کارآفرین هندی که در حال تأسیس شرکت هواپیمایی ارزان‌قیمت گو ایر است، قدیمی‌ترین راهنمای پیاده‌روی در شامونی که در مورد عقب‌نشینی یخچال‌های طبیعی صحبت می‌کند، پزشکی در نیجریه که جامعه‌اش تحت تأثیر صنعت نفت قرار گرفته، یک کارمند شرکت شل که خانه‌اش در طوفان کاترینا ویران شد، خانواده‌ای از پناهندگان که از جنگ عراق فرار کرده‌اند و یک توسعه‌دهنده انرژی بادی در بریتانیا که با واکنش‌های منفی نسبت به پروژه‌های بالقوه خود روبرو است.
این شش داستان به شکل بخش‌های یک مستندِ در هم تنیده‌ای هستند که زندگی افراد واقعی را در حوالی سال ۲۰۰۸ گزارش می‌دهند و شکل روایی فیلم را از داستان به واقعیت تغییر می‌دهد. علاوه بر روایت قاب‌بندی‌شده در سال ۲۰۵۵، کلیپ‌های خبری و فیلم‌های مستند از شش داستان شخصی، این فیلم شامل بخش‌های انیمیشنی و مصاحبه‌های کوتاهی با مارک لیناس و جورج مونبیوت است که برای فیلم ساخته و پرداخته شده‌اند.